# Delorean (álbum)
Delorean es el segundo álbum del grupo de  Zarauz Delorean, lanzado en 2004 por BCore.

## Lista de canciones
| N.º | Título                            | Duración |  |
| 1.  | «The Wishbones»                   | 3:08     |  |
| 2.  | «The Terrorists! The Terrorists!» | 2:42     |  |
| 3.  | «De Funk Ed»                      | 5:45     |  |
| 4.  | «Los Muertos»                     | 4:22     |  |
| 5.  | «The Traps»                       | 3:38     |  |
| 6.  | «NYCgaps»                         | 3:43     |  |
| 7.  | «The Nightlamps»                  | 4:14     |  |
| 8.  | «Renegades»                       | 4:36     |  |

- Datos: Q5254331